# روشکی
روشکی (به لهستانی:  Roszki) یک روستا در لهستان است که در گمینا کروتوشن واقع شده‌است. روشکی ۶۰۶ نفر جمعیت دارد.